# エンカウント
エンカウントは、主にコンピュータRPGにおいて移動画面（フィールド画面）上で敵キャラクターと遭遇し、移動画面から戦闘画面（バトル画面）に遷移することを指すコンピュータゲーム用語。
「遭遇する」「遭遇」という意味の英単語 "encounter" に由来する和製英語であり、本来の英単語からエンカウンターとも称される。

## ランダムエンカウント
敵のキャラクターが直接表示されないゲーム画面のフィールド上において、自身のキャラクターが移動している時に一定の確率で敵と遭遇し新たな画面が表示されて戦闘が始まる形式をランダムエンカウント（ランダム・エンカウンター、英語：random encounter）という。特に敵キャラクターがゲーム内の複数マップ間を徘徊する形式のエンカウントを徘徊エンカウントと呼ぶ。
『真・女神転生シリーズ』（『ストレンジジャーニー』以前）、『ドラゴンクエストシリーズ』（『VIII』以前）、『ファイナルファンタジー』シリーズ（『X-2』以前）、『ファンタシースター』シリーズ、『MOTHER』、『ポケットモンスター』シリーズ（通常の野生ポケモンとの遭遇の仕方）など多くのRPGで採用されている。

### ランダムエンカウントにおけるエンカウント率
ランダムエンカウントの場合、その確率を操作して、ゲームバランスをゲームデザイナーの意図したレベルに調整できる。
エンカウントが起こる確率はエンカウント率（エンカウンター率）と呼ばれる。例えばキャラクターが一歩歩くごとにエンカウント判定がなされる場合はエンカウント率は一歩あたりのエンカウント確率を指しており、下記のようになる。
- エンカウント率 (%) = 100 / 戦闘後、次の敵に遭遇するまでの平均歩数
  - 注：この式はプレイヤーが得られる情報から「エンカウント率の平均値」を推測する手段に過ぎない。実際のゲームプログラム内部では制作者が設計したより複雑なルーチンに基づいて敵との遭遇が決定される。

一般的にランダムエンカウントは、プレイヤーに対し予告なく突然の出来事として起こる。このためランダムエンカウントにおけるエンカウント率はプレイヤーの快・不快に大きな影響をおよぼす。ファミコン全盛期のRPGは「エンカウント率が非常に高い」「『エンカウント発生後、数歩の間は再び発生しない』措置がない」などの理由で、ユーザーにストレスを与えることが少なくなかった。
エンカウント率はプレイの難易度とテンポ、ひいてはゲーム全体の良否にも関わる重要な問題として慎重な設定が要求されることになる。ただしそのゲーム内での「1歩」の定義や移動速度・フィールドの広さ・戦闘に要する時間などによっても体感的なエンカウント頻度は大幅に増減する。このためエンカウント率だけを変更する単純な調整は意味をなしにくく、総合的には移動・戦闘に関する設定全般もエンカウント率と関連づけて考慮されることになる。
また特殊な調整として、状況やプレイヤーにエンカウント率を変化させる仕組みを持たせる方法も取られることがある。

#### ゲーム状況による変化
エンカウント率が、プレイを通じて常に一定であるとは限らない。場所や時間によってエンカウント率が異なる作品もある。
たとえば、平原や海のような開けた地形では低めに、山や森などの見通しが利かない場所や夜間は少し高めに、ダンジョンでは野外よりも高めに設定されているケースがある。作品によっては「エンカウントしない状況」が設定されているケースもある。
ゲームバランスの調整としてだけでなく、地域の特徴や敵キャラクターの生態など世界観の演出を意図して設定されていることも多い。

#### プレイヤーの任意による変化
戦闘はヒットポイントやマジックポイントの消耗、移動の阻害などにつながるため時としてプレイヤーには戦闘回避の欲求が生じる。この心理に対し、戦闘回避の手段として「エンカウント率を下げる」「エンカウントしないようにする」効果の魔法やアイテムが用意されている作品もある。
『ポケットモンスター』シリーズの「むしよけスプレー」「シルバースプレー」「ゴールドスプレー」や『テイルズ オブ シリーズ』の「ホーリィボトル」などがこれに該当する。
また一方で戦闘は経験値やアイテム・仲間キャラクターを得る手段でもあり、プレイヤーが積極的に戦闘を望む場面もある。この要求を満たすために上記とは逆に「エンカウント率を上げる」「エンカウントを発生させる」手段が用意されている作品もある。『ポケットモンスター』シリーズの「しろいビードロ」や一部の「とくせい」、『テイルズ オブ シリーズ』の「ダークボトル」など。
そのほか特殊な事例としては、エンカウント直前にプレイヤーへ「戦闘開始か、戦闘回避か」の選択権を与えている作品もある。『ワイルドアームズ セカンドイグニッション』における「エンカウントキャンセル」などがその例。

## シンボルエンカウント
フィールド上にあらかじめ敵の姿が見えており、プレイヤーキャラクターがそれらの敵キャラクターと接触することにより戦闘が始まる形式をシンボルエンカウントという。敵キャラクターが動かずに待ち構えているところでエンカウントが始まるものを特に固定エンカウントという。
『仮面ライダー倶楽部』、『エスパードリーム』シリーズ、『ロマンシング サ・ガ』シリーズ、ポケットモンスターシリーズ、『MOTHER2 ギーグの逆襲』・『MOTHER3』、『真・女神転生IV』、『スーパーマリオRPG』、『テイルズ オブ シリーズ』の一部、『ドラゴンクエストIX 星空の守り人』、『ファイナルファンタジーXIII』、『妖怪ウォッチ』シリーズなどで採用されている。元々はランダムエンカウントだったがリメイク版でシンボルエンカウントに変更されている作品もある。
シンボルエンカウント方式のゲームでは敵と戦うかどうかがプレイヤーに委ねられている為、プレイヤーは戦闘を強制されるストレスから解放される事になる。しかしゲームによってはプレイヤーにある程度の戦闘を強制するため、敵シンボルがプレイヤーキャラクターを発見するとスピードを上げて追ってくるというシステムを採用しているものもある。そうしたゲームでは、プレイヤーの反射能力によっては戦闘頻度が増大することとなり、非常に難しいゲームになってしまう可能性がある。また、どうやっても接触を回避できないように配置されている敵が存在する場合もある。
中には接触した時の両者の位置関係によって、戦闘開始時の展開が変化する作品もある。例としては敵がプレイヤーキャラクターの背面に接触すると敵の先制攻撃で、プレイヤーキャラクターが敵の背面へ接触すると自軍の先制攻撃で戦闘が始まるなどである。
また、敵キャラがマップ上で視覚化されていることを利用した演出やギミックを導入している作品もある。
シンボルエンカウントの作品は、エンカウントの数と接近を視覚的に把握できること、操作次第で戦闘回数を減らせることから、やり込みを行うプレイヤーには概ね好まれる傾向にある。

### シンボルエンカウントにおける補助システム
シンボルエンカウントを採用している作品では戦闘回避を補助するシステムとして「フィールド上を高速で移動する手段」があり、これに何らかの対価を求められるケースが多い。
『ロマンシング サ・ガ』シリーズ（『1』はワンダースワンカラー版のみ）ではダッシュが可能だが、『2』では敵が見づらくなるほか、ダッシュ中に敵と触れた場合プレイヤー側に不利な状態で戦闘が開始する。『MOTHER2』ではアイテム「スキップサンド」を食べると一時的に高速移動でき、続編の『MOTHER3』ではBボタンを押し続けて離すとダッシュできる。
戦闘回避の補助としては、ほかにも『テイルズ オブ シリーズ』の「ホーリィボトル」のように「敵にプレイヤーを追わせず、避けさせるようにする」手段が用意されているケースもある。
『ドラゴンクエストX』では戦闘後数秒間はシンボルに触れてもエンカウントしない（オフラインモードなどの完全一人プレイの場合を除く）、しばらく立ち止まっていると敵シンボルが襲ってこない等の措置がされており、戦闘ごとに次の動きを考えることができると同時に、BOTなどによる不正な放置プレイの対策としている。
逆に、積極的に戦闘を行うための補助としては『ドラゴンクエストモンスターズ』シリーズにおける「口笛」、『リンダキューブ アゲイン』における「肉」のように「敵を呼び寄せる」手段を用意されているケースがある。

## 強制エンカウント
エンカウント率や敵シンボルの有無に関係なく、ある地点や区域を通過すると強制的に戦闘が始まる場所を「エンカウントゾーン」と呼びここを通過することで発生する戦闘を「強制エンカウント」と呼ぶ。特定の場所を調べたり、特定のキャラクターとの会話・接触によったりして戦闘が発生する場合も強制エンカウントである。また、シンボルエンカウントの場合、敵シンボルを回避して通路を通ることができないために実質強制エンカウントとなっている場合もある。
いわゆるボスキャラクター戦や、宝箱・通路に仕掛けられた罠として戦闘が発生する状況がこれにあたる。シナリオ展開または罠としての戦闘であり、この戦闘からは逃げられないようになっている場合が多い。

## その他
雑魚キャラクター戦のエンカウントについて、これまでの分類にあてはまらない、特殊な設計が行われている例もある。
- 『ライブ・ア・ライブ』 - オムニバス形式の各シナリオごとに異なるエンカウント方式が採用され、敵との遭遇方法までもが演出の一部になっている。
- 『Sa・Ga2 秘宝伝説』 ゲームボーイ版 - 外見上はランダムエンカウントだが、エンカウント発生のパターンにランダム性がない。次回エンカウントまでの歩数はあらかじめ規定されており、その歩数を進めば必ずエンカウントが発生する。「歩数エンカウント制」と呼ばれるが、歩数が固定されている事しか違いがないのでランダムエンカウント制と認識されている場合もある。
- 『クロノ・トリガー』 - 基本的にシンボルエンカウントだが、一部「敵シンボルが地形に隠れている」「敵シンボルはなく、フィールドにエンカウントゾーンがある」シーンもあり、シンボルエンカウントと強制エンカウントが織り交ぜられている。フィールドがそのまま戦闘画面となるため、外見上は後述の「シームレスなシステム」にも近い。
- 『ドラゴンスレイヤー英雄伝説、英雄伝説II』 - フィールド画面においてはランダムエンカウント方式に見えるが実際はシンボルエンカウント方式であり、アイテムを使用することで一定時間もしくはアイテムの使用後シナリオ（章）をクリアするまで敵キャラクターのシンボルが表示されるようになる（ダンジョンと塔の中では常にシンボルエンカウントである）。また、シナリオをクリアすると次のシナリオ以降では、クリアしたシナリオの舞台（マップ）には敵キャラクターが登場しなくなる。
- 『ポケットモンスター』 - USUMシリーズまでは「ランダムエンカウント」が採用されていた。LPLEでは「シンボルエンカウント」が追加され、ShSwでは双方が追加された。
- 『勇者30』 - RPGシナリオでは一定歩数に達すると、その地点に応じた敵と強制エンカウントする。

## エンカウントの概念がないRPG
『ゼルダの伝説』シリーズ・『聖剣伝説』・『キングダム ハーツ』などに代表されるアクションRPG、『トルネコの大冒険』『風来のシレン』『世界樹と不思議のダンジョン』などのローグライクゲームおよび多くのMMORPGではフィールド画面と戦闘画面との区別が無く、フィールド画面上に点在する敵キャラクターとそのまま戦闘するシームレスなシステムが存在する。つまりこれらのシステムでは「エンカウント」という概念そのものが無い。
2000年頃までのJRPGの大部分は、前項までに説明したランダムエンカウントかシンボルエンカウントかのいずれかを採用していた。しかしそれ以降はハード性能の向上やゲーム性の広がりなどにより、『ローグギャラクシー』や『ゼノブレイド』などシームレスなシステムを選択した作品も増えている。『ファイナルファンタジー』シリーズではランダムエンカウントを採用していたが、2002年に発売された『XI』や『XII』ではシームレスなシステムに刷新している。